# 島田村 (山梨県)
島田村（しまだむら）は山梨県北都留郡にあった村。現在の上野原市新田・鶴島にあたる。

## 地理
- 山：御前山
- 河川：桂川

## 歴史
- 1875年（明治8年）11月 - 都留郡新田村及び鶴島村が合併して、島田村が発足する。
- 1878年（明治11年）7月22日 - 郡区町村編制法の施行により、島田村が北都留郡の所属となる。
- 1889年（明治22年）7月1日 - 町村制の施行により、島田村の区域をもって、島田村が発足する。
- 1955年（昭和30年）4月1日 - 上野原町、棡原村、西原村、島田村、大鶴村、巌村、甲東村及び大目村が合併して、改めて上野原町が発足する。

## 交通

### 鉄道路線
- 日本国有鉄道
  - 中央本線
    - 上野原駅

### 道路
- 国道20号

現在は旧村域に中央自動車道の上野原インターチェンジが所在するが、当時は未開通。